# 末代皇帝 (电影)
《末代皇帝》（英語：The Last Emperor），是一部1987年由意大利、英國、中国大陆合作拍攝的历史传记電影。该片由貝納多·貝托魯奇导演，改编自溥仪1964年的自传《我的前半生》。
該部電影講述最後一位中國皇帝溥仪命途多舛的故事，在經歷清朝滅亡、張勳復辟、軍閥混戰、滿洲復國及文化大革命等歷史，由九五之尊降為階下囚，对应20世紀中國歷史的一甲子歲月。主演陣容包括尊龍、陈冲、彼得·奧圖、英若诚、黄自强和坂本龍一，坂本龍一還和大衛·伯恩、蘇聰一起創作了電影配樂。該片亦為第一部經中華人民共和國批准在北京故宮拍攝的西方長片。 

《末代皇帝》於1987年東京國際電影節首映，並於同年11月18日由哥倫比亞影業在美國上映。它獲得了評論家的廣泛好評，也取得了商業上的成功。在第60屆奧斯卡頒獎典禮上，《末代皇帝》獲得了九項奧斯卡獎，包括最佳影片、最佳導演和最佳改編劇本。它還獲得了其他幾項榮譽，包括三項英國電影學院獎、四項金球獎、九項義大利電影金像獎，以及一項格萊美音樂獎。這部電影在2013年重新製作成3D版本，並在2013年戛纳电影节的戛納經典單元放映。

## 劇情
1950年，44岁的中国末代皇帝溥仪，自苏联入侵满洲时被红军俘虏后，已被拘押了五年。在新成立的中华人民共和国，溥仪以政治犯和战犯的身份被送往抚顺战犯管理所。抵达后不久，溥仪自殺未遂，很快获救並被告知他必须接受审判。
42年前，也就是1908年，年幼的溥仪被病重的慈禧太后召入紫禁城。慈禧告诉他，前一位皇帝已于当天去世，宣布他将成为下一任皇帝。加冕后，溥仪因对新环境感到恐惧，反复表示想回家，但被拒绝。尽管有成群的宦官和宫女伺候，他唯一真正的朋友卻是他的乳母——阿嬤。
随着年龄增长，溥仪的生活完全局限在皇宫内，被禁止外出。有一天，他的弟弟溥傑来访，告诉他中国已成为民國，他不再是皇帝；同一天，阿嬤被迫离开。1919年，莊士敦被任命为溥仪的老师，开始给他进行西式教育，溥仪也因此越来越渴望离开紫禁城。莊士敦对大臣们奢侈的生活方式感到担忧，他劝说溥仪，离开紫禁城的最好办法是结婚；随后，溥仪迎娶了婉容为皇后，文绣为妃。
溥仪随后着手改革紫禁城，例如驱逐宫中的宦官。然而，1924年，因北京政变，他自己也被赶出皇宫，流亡天津。他在那里过着颓废的花花公子和亲英派生活，九一八事變后选择与日本合作。在此期间，文绣与他离婚，但婉容留了下来，最终染上了鸦片瘾。1934年，日本人册封他为傀儡政權满洲国的“皇帝”，但他在政治上的至高无上地位处处受到削弱。婉容生下一个私生子，但孩子一出生就被日本人杀害并谎称是死胎。她随后被送往一家诊所，身心状况进一步恶化。溥仪一直作为满洲的傀儡统治者，直到日本投降。他决定向美国人投降，但在离开前被苏联红军俘虏，移交给中国人。
在共产党的政治犯再教育计划下，溥仪在审讯者的逼迫下，正式承认了自己在抗日战争期间被迫与日本侵略者合作的行为。经过与抚顺战犯管理所所长金源的激烈讨论，并观看了一部记录日本战争罪行的影片后，溥仪最终悔过，政府认定他已改造好；他于1959年获释。
几年后，1967年，随着毛澤東崇拜的兴起和文化大革命的爆发，溥仪成了一名普通的园丁，过着农民无产阶级的生活。在他下班回家的路上，他偶然看到了一场红卫兵游行，金源已被認定为反革命分子。
溥仪后来参观了已成为故宫博物院的紫禁城，遇到一个戴着红领巾、态度强硬的少年先锋队员。男孩命令溥仪离开龙椅，但溥仪证明自己曾是“天子”，然后走向龙椅。在龙椅后面，溥仪找到了一只他加冕时由大臣陳寶琛赠予的、已活了60年的宠物蟋蟀，把牠送给了那个孩子。男孩对这个礼物感到惊奇，转身想和溥仪说话，却发现他已经消失了。
1987年，一名导游带领一个旅行团游览故宫。导游在龙椅前停下，用简短的几句话总结了溥仪的一生，最后说他于1967年去世。

## 參與人員
- 導演：
- 編劇：、馬克·沛柏洛（英语：Mark Peploe）
- 音樂：坂本龍一、大衛·伯恩、蘇聰

## 演員
| 演员       | 角色           | 备注 |
| 尊龍       | 溥仪           | 中国的最后一个皇帝，从小自我尊大，没人管教。三岁登基当了宣统皇帝。辛亥革命后被废除。几经辗转后他变成了日本军国主义扶持上台的“傀儡”，1945年，他又成了苏联红军的俘虏。最终改造成为一个普通的中国公民。                                           |
| 彼得·奧圖  | 莊士敦         | 1919年，英国教师庄士敦作为溥仪的外籍老师受聘入宫，14岁的溥仪开始接受西方文化的熏陶。在庄士敦任教的4年里，他备受溥仪的敬重，师生情谊深厚。后来跟随溥仪逃亡天津并一直照顾到1931年。                                                              |
| 陳冲       | 婉容           | 作为溥仪的正统皇后，她具有贵族的血统，接受过西方教育。溥仪一心想复辟清朝，对她不管不顾，使她自甘堕落，吸上了鸦片，和溥仪的距离也越来越远。 |
| 鄔君梅     | 文绣           | 一个从封闭走向自由的代表。以照片入选皇妃，早婉容一日迎娶入宫，以便大婚时跪迎皇后。她家原来只是一个没落的满清贵族，她自己也是一个很封闭的女人，但是后来接受了新的知识和观念，意识到自己追求幸福的权利，终于争取到和溥仪离婚，迎来了自己的自由。 |
| 黄自强     | 陳寶琛         | 溥仪的帝师，在影片中將自己的蟋蟀獻給了初登基的小溥儀。 |
| 吳濤       | 15岁溥仪       | |
| 英若诚     | 典獄長         | 撫順战犯管理所所长，阻止溥儀割腕自殺、照顾溥仪并帮助溥仪改造自己的思想，有着极大的热心和耐心，然而在文革的时候他被红卫兵迫害批斗，溥仪认出他并想帮助他，却被红卫兵一把推到地上                                                                 |
| 里克·扬    | 调查员         | 撫順戰犯管理所調查員，負責審訊溥儀。 |
| 卢燕       | 慈禧太后       | 1908年，光绪帝驾崩，慈禧选择三岁的溥仪做为继任皇帝，在香烟缭绕的皇极殿内，即将咽气的慈禧接见了溥仪，告诉他要即日登基，第二日她便在仪鸾殿去世。                                                                                                 |
| 陈凯歌     | 皇家禁卫队队长 | 影片中片头念圣旨的侍卫 |
| Jade Go    | 阿嬤（王連壽） | 溥儀的乳母 |
| 陈述       | 张景惠         | 滿洲國國務總理大臣 |
| Guang Fan  | 溥傑           | 溥仪的胞弟 |
| 美琪·韓    | 川岛芳子       | 在滿州國時期化名「東方明珠」接近婉容，並引導婉容吸食鴉片。影片暗示與甘粕正彥是一對戀人。 |
| 王涛       | 光绪皇帝       | |
| 坂本龍一   | 甘粕正彥       | 日满电影协会会长，表面上拥护溥仪满洲国皇帝的地位，实则奉日本昭和天皇和首相东条英机命令监视溥仪，是满洲国的实际掌权者。抗战胜利后畏罪自杀。 |
| 鲍皓昕     | 醇親王载沣     | 溥儀的生父 |
| 宋懷桂     | 隆裕太后       | |
| 田川洋行   | 張謙和         | 大總管太監，負責幼年溥儀的生活起居。 |
| 鄧剛       | 大李           | 溥儀的僕人 |
| 蒋锡礽     | 紹英           | 溥儀在遜清皇室小朝廷時期的內務大臣，在影片中被莊士敦當面指出有貪腐行為。 |
| 池田史比古 | 吉岡安直       | |
| 高松英郎   | 菱刈隆         | |

## 製作
1980年代，伯納多·貝托魯奇向中國政府提出了兩項電影企劃案，其中一個是改編自法國作家安德烈·馬爾羅以四一二事件為背景的《人的命运》，另一個則是《末代皇帝》。中國方面更傾向選擇《末代皇帝》。製片人傑瑞米·湯瑪斯力籌措了2,500萬美元的高額預算以進行獨立製作。他曾一度翻遍電話簿尋找可能的資金來源。貝托魯奇最终獲得中國當局的完全授權，得以在先前從未對西方電影開放的紫禁城內進行拍攝。該場景尤其在電影前九十分鐘充分展現。
本片在戲院上映的版本長達163分鐘。由於該長度對電視播出而言，既過長而難以安排於三小時的單一時段，又過短以致難以拆分為兩晚播映，因此另行剪輯出長達218分鐘的加長版。攝影指導維多里奧·斯托拉羅與導演貝托魯奇皆證實，這一版本是為了電視影集形式而製作，並非真正意義上的「導演剪輯版」。

### 拍攝
本片拍攝期間共動員了約1萬9千名臨時演員。為此中國人民解放軍亦參與協助調度。
在2010年接受《Vulture》記者比爾吉·埃比里採訪時，貝托魯奇回憶起本片在文化大革命場景的拍攝過程：
|  | 在拍攝遊行場景之前，我召集了四五位我認識的年輕導演，其中包括陳凱歌，他也在片中飾演了禁衛隊長以及張藝謀。我詢問他們對文化大革命的看法。突然間，場面就像一場心理劇一樣：他們開始演出、哭泣，那一刻非常震撼。我認為，《末代皇帝》中的這些場景與我早期作品《1900》中的某些場景之間存在某種聯繫。但在這兩部作品之間，對我而言、對這個世界而言，很多事情都已改變。 |

此外，導演陳凱歌在片中客串出演紫禁城的近衛兵隊長一角；而溥儀被關押期間的戰犯管理所副所長（後升任所長）金源則客串飾演一位向溥儀宣讀特赦命令的共產黨幹部。
片中原本預計安排昭和天皇登場，甚至拍攝了相關片段，包括他身著大禮服於東京車站月台迎接來訪的溥儀，以及與溥儀對面會晤的背影場景，這些畫面仍留存在劇照中；然而，不論是正式上映版本或導演剪輯版，最終均未保留昭和天皇的登場畫面。

### 歷史準確性
英國歷史學家亞歷克斯·馮·唐澤爾曼指出，《末代皇帝》大幅淡化甚至扭曲了溥儀幼年時期的殘暴行為。根據唐澤爾曼與《末代皇帝》一書作者愛德華·貝爾（Edward Behr）的說法，溥儀在初登皇位時，對宮中僕役與下屬施以極為殘酷的虐待，其程度遠超過電影中的呈現。唐澤爾曼進一步指出，由於該片在全球範圍內的知名度遠勝於任何更忠於史實的傳記作品，導致多數國際觀眾對溥儀的認識很可能是錯誤的。
製片人傑瑞米·湯瑪斯曾回憶與中國政府進行劇本審查的過程：「這比跟好萊塢片廠合作還容易。他們只是提出幾項修改建議，例如更換一些名字，然後蓋個章，所有門就打開了，我們就進去了。」
電影還包含其他歷史謬誤。例如：
- 溥儀成為蘇聯戰俘後，並未曾企圖自殺。
- 慈禧太后召見溥儀的時間為1908年10月20日，實際上她是在26天後的11月15日崩逝（電影則描繪她於召見期間猝逝）。
- 慈禧病逝的場景是在布景中拍攝，而真實地點是位於西苑（今中南海）的儀鑾殿（今怀仁堂）內的福昌殿，並非紫禁城。片中柱上盤龍等裝飾皆為美術設計團隊的創作。
- 溥儀爬上紫禁城屋頂想出城時撞到頭，並因此開始配戴眼鏡的情節並非史實。
- 婉容與川島芳子的女同性戀關係屬虛構，歷史上無此事。
- 約翰斯頓回國時，電影中描繪溥儀親自送他到天津港，實際上約翰斯頓是前往溥儀在天津的住所靜園辭行。兩人其後亦曾再次會面。
- 滿洲國建國時，溥儀先是就任「執政」，兩年後才正式即位為皇帝，此段歷史在片中遭略去。
- 真實的嵯峨浩並未出席溥儀即位皇帝的儀式，該儀式舉行於1934年，而溥傑與嵯峨浩的婚禮則是在1937年。
- 電影中舉辦舞會的同德殿建於1938年，並不存在於溥儀即位之初。
- 甘粕正彥在片中為獨臂設定，實際上他雙臂健全。這一設定為導演構想，飾演者坂本在拍攝時將右臂綁於背後演出。
- 電影將甘粕描繪為溥儀的監視者，實際上此職責由吉岡安直負責。
- 甘粕與川島芳子的戀愛關係為虛構，歷史並無記載。
- 甘粕原本被設定為切腹自盡，但演員坂本對此強烈質疑，說服導演改為舉槍自殺；史實中他是服毒自盡。
- 溥儀在簽署勅令時使用鋼筆，但實際上皇帝應使用毛筆。
- 電影稱鄭孝胥因兒子遭共產黨游擊隊暗殺而辭去國務總理，實際上他是因批評日本（關東軍）言論而遭事實上的解職，辭職後被軟禁至死。此外，他長子鄭垂早在他辭職前兩年即已病逝。
- 张景惠因從事毒品交易而被任命為國務總理的設定為虛構，無此史實。
- 婉容產下一女後被注射毒藥殺害的描寫不符史實，實際上該女嬰是依溥儀命令被僕人投入鍋爐焚毀。
- 婉容產後被「送出宮中療養」為虛構，事實上她直至滿洲國崩潰前都留在帝宮生活。
- 溥傑於溥儀獲釋的隔年即自戰犯監獄出獄，並可自由探視兄長，電影並未提及。
- 溥儀於1960年獲任中國人民政治協商會議全國委員會文史研究委員會專門委員，此段內容完全未被呈現，電影僅描繪他晚年在北京植物園擔任園丁直到去世。

## 發行
海姆代爾電影公司代表製片人湯瑪斯取得了該片在北美的發行權，湯瑪斯本人籌措了大部分製作預算。海姆代爾隨後將院線發行權授權給哥倫比亞影業。哥倫比亞最初對發行該片持保留態度，直到電影拍攝完成後，其高層才同意在北美地區發行《末代皇帝》。
2013年，《末代皇帝》經數位轉換為3D版本，並於第66屆坎城影展「經典單元」（Cannes Classics）中放映。

### 票房
《末代皇帝》首先在義大利19家戲院上映，首週末票房為26.5萬美元。第二週擴展至65家戲院，第三週增至93家，週末票房上升至76.3萬美元，前16天總收入達200萬美元。上映六天後，該片於德國上映，在50家戲院的首週末票房為47.3萬美元，前10天累計達110萬美元。
本片在美國院線的表現極為特殊。在上映的第十二週之前，它始終未能進入週末票房前十名。直到第十二週，由於票房增幅達168%，放映戲院數量增加超過三倍，該片才首次攀升至第七名（這正是奧斯卡最佳影片提名公布的前一週）。隨後《末代皇帝》連續八週維持在票房前十名之列，並於第22週（獲得奧斯卡最佳影片後的週末）攀升至第四名，週末票房暴增306%，戲院數也從460家增加至877家，並在此後六週持續進入週末票房前十。若非這波後期爆發，《末代皇帝》將與《英倫情人》、《阿瑪迪斯》及《拆彈部隊》一同成為自1982年有票房紀錄以來，未曾進入票房週末前五的奧斯卡最佳電影得主。

《末代皇帝》亦為臺灣影史首部票房破億電影。2020年5月，32周年數位修復版於當地重映，全台累積票房13,455,681新台币，亦打破由《泰坦尼克号3D》保持的再版重映類電影臺北市票房紀錄。
| 上一届： 《數碼寶貝 LAST EVOLUTION 絆》 | 2020年台北週末票房冠軍 第20週 | 下一届： 《½的魔法》 |

## 評價
根据評論匯總网站爛番茄汇总的124篇评论文章，86%的评论家给予该作正面评价，平均打分为8.10分（满分10分）。该网站总结的评论家共识是“儘管貝托魯奇這部充滿奢華感的史詩之作未能完全挖掘主角的戲劇核心，絕美的視覺效果與尊龍對角色的沉靜詮釋，賦予本片一種難得的宏偉氣質。”
在Metacritic上，15位影評人共給予了76分的分數（滿分100分），這部電影獲得了「普遍好評」。；CinemaScore觀眾調查給予該片「A-」評級（評分等級從A+至F）。

影評人羅傑·艾伯特對本片高度讚賞，給予四顆星的最高評價。他指出：「貝托魯奇讓溥儀的囚禁顯得格外諷刺，因為整部電影是在中國實地拍攝，甚至獲准進入紫禁城取景，這座中世紀宮殿佔地約250英畝（約100公頃），擁有9,999間房（中國人相信唯有天堂才有10,000間房）。或許因場景而傾心一部電影是種庸俗，但對《末代皇帝》而言，敘事與紫禁城的壯麗景觀、貝托魯奇對實景、真實服裝與數千名臨演的運用密不可分，這一切共同還原了那位奇異男孩真實的日常生活。」
影評人強納森·羅森鮑姆則將《末代皇帝》與史蒂芬·史匹柏的《太陽帝國》作比較，並給予前者更高評價。他評論道：「《太陽帝國》在最佳情況下，僅有少數片段讓我們一窺導演個人的內心世界。而《末代皇帝》雖然同樣帶有導演的個人色彩，但更重要的是，它讓我們認識到與我們共享這個星球的十億人口的生活——更難能可貴的是，它讓我們渴望進一步了解他們。」

### 南京大屠殺片段
《末代皇帝》在日本上映時，發行商松竹富士對片中溥儀在中國收容所觀看關於「日本軍人體實驗」、「日本軍以鴉片籌措軍費」、「南京大屠殺」等影像的情節表示關切，並向導演貝托魯奇提出刪剪要求。然而貝托魯奇僅同意刪除前兩段畫面，對於南京大屠殺的部分堅持保留。最終，日本方面在未經導演同意的情況下擅自刪除了該段畫面。電影試映後，有日本影人將此事告知導演，導致貝托魯奇大為震怒，稱這種干預「令人作嘔」。該公司隨即恢復該片段，並將事件歸咎於「誤解與溝通不良」，但仍主張該場景對日本觀眾而言「過於聳動」。

### 家庭媒體
電影上映後，海姆代爾隨後將電影的家庭錄影版權授權給尼爾森娛樂，後者推出VHS及雷射影碟版本。該片亦於1992年透過哥倫比亞三寶影片公司（Columbia Tri-Star Video）在澳洲推出雷射影碟。多年後，工匠娛樂取得該片版權，並推出戲院版本與加長版本的家庭影帶。
2008年2月，隸屬現任版權持有者湯瑪斯旗下的「标准收藏」發行了四碟導演認可版，內含戲院版與加長版。內容包含伊恩·布鲁玛、作曲家大衛·拜恩的評論音軌，以及導演接受傑瑞米·艾薩克斯訪談的錄像。隨片附贈的小冊子中，收錄了影評人大衛·湯姆森的專文、藝術指導費迪南多·史卡費歐提與演員英若誠的訪談、導演貝托魯奇的回憶，以及法比安·S·傑哈德（Fabien S. Gerard）撰寫的評論與製作日記摘錄。标准收藏亦於2009年1月6日發行藍光版本。
本片一度無法以原始的2.35:1畫面比例推出DVD或藍光版本，因攝影師斯托拉羅堅持以他推廣的「Univisium」格式（2:1）進行裁切，使得原始比例的版本一度成為影迷間難得一見的收藏。該片後以原始2.35:1畫幅完成4K數位修復，並於2023年在多個國家發行Blu-ray與UHD版本。

## 榮譽
| 獎項                     | 類別                   | 提名                                                                           | 結果  | 參考資料 |
| ------------------------ | ---------------------- | ------------------------------------------------------------------------------ | ----- | -------- |
| 第60届奥斯卡金像奖       | 最佳電影               | 傑瑞米·湯瑪斯                                                                  | 獲獎  | [ 34 ]   |
| 第60届奥斯卡金像奖       | 最佳導演               | 伯納多·貝托魯奇                                                                | 獲獎  | [ 34 ]   |
| 第60届奥斯卡金像奖       | 最佳改編劇本           | 馬克·佩普洛、伯納多·貝托魯奇                                                   | 獲獎  | [ 34 ]   |
| 第60届奥斯卡金像奖       | 最佳藝術指導           | 藝術指導：費迪南多·斯卡爾費奧蒂； 場景布置：布魯諾·切薩里、奧斯瓦爾多·德西德里 | 獲獎  | [ 34 ]   |
| 第60届奥斯卡金像奖       | 最佳攝影               | 維托里奧·斯托拉羅                                                              | 獲獎  | [ 34 ]   |
| 第60届奥斯卡金像奖       | 最佳服裝設計           | 詹姆斯·阿奇森                                                                  | 獲獎  | [ 34 ]   |
| 第60届奥斯卡金像奖       | 最佳剪輯               | 加布里埃拉·克里斯蒂安尼                                                        | 獲獎  | [ 34 ]   |
| 第60届奥斯卡金像奖       | 最佳原創配樂           | 坂本龍一、大衛·拜恩、蘇聰                                                      | 獲獎  | [ 34 ]   |
| 第60届奥斯卡金像奖       | 最佳音效               | 比爾·羅伊、伊凡·沙洛克                                                         | 獲獎  | [ 34 ]   |
| 美國電影剪輯師協會獎     | 最佳剪輯劇情片         | 加布里埃拉·克里斯蒂安尼                                                        | 獲獎  |          |
| 美國攝影師協會獎         | 劇情長片最佳攝影成就   | 維托里奧·斯托拉羅                                                              | 提名  | [ 35 ]   |
| 藝術指導獎               | 最佳劇情片選角         | 喬安娜·梅林                                                                    | 獲獎  | [ 36 ]   |
| 波士頓影評人協會獎       | 最佳攝影               | 維托里奧·斯托拉羅                                                              | 獲獎  | [ 37 ]   |
| 第42屆英國電影學院獎     | 最佳長片               | 傑瑞米·湯瑪斯、伯納多·貝托魯奇                                                 | 獲獎  | [ 38 ]   |
| 第42屆英國電影學院獎     | 最佳導演               | 伯納多·貝托魯奇                                                                | 提名  | [ 38 ]   |
| 第42屆英國電影學院獎     | 最佳男配角             | 彼得·奧圖                                                                      | 提名  | [ 38 ]   |
| 第42屆英國電影學院獎     | 最佳攝影               | 維托里奧·斯托拉羅                                                              | 提名  | [ 38 ]   |
| 第42屆英國電影學院獎     | 最佳服裝設計           | 詹姆斯·阿奇森                                                                  | 獲獎  | [ 38 ]   |
| 第42屆英國電影學院獎     | 最佳剪輯               | 加布里埃拉·克里斯蒂安尼                                                        | 提名  | [ 38 ]   |
| 第42屆英國電影學院獎     | 最佳化妝與髮型         | 法布里齊奧·斯福爾扎                                                            | 獲獎  | [ 38 ]   |
| 第42屆英國電影學院獎     | 最佳美術設計           | 費迪南多·斯卡爾費奧蒂                                                          | 提名  | [ 38 ]   |
| 第42屆英國電影學院獎     | 最佳配樂               | 坂本龍一、大衛·拜恩、蘇聰                                                      | 提名  | [ 38 ]   |
| 第42屆英國電影學院獎     | 最佳音效               | 伊凡·沙洛克、比爾·羅伊、萊斯·威金斯                                            | 提名  | [ 38 ]   |
| 第42屆英國電影學院獎     | 最佳視覺效果           | 吉安內托·德·羅西、法布里齊奧·馬丁內利                                          | 提名  | [ 38 ]   |
| 英國電影攝影師協會獎     | 最佳劇情長片攝影       | 維托里奧·斯托拉羅                                                              | 獲獎  | [ 39 ]   |
| 《電影筆記》年度十大長片 | 最佳長片               | 伯納多·貝托魯奇                                                                | 第5名 |          |
| 第13屆凱薩獎             | 最佳外語片             | 伯納多·貝托魯奇                                                                | 獲獎  | [ 40 ]   |
| 第13屆凱薩獎             | 最佳電影海報           | 菲利普·勒莫因                                                                  | 提名  | [ 40 ]   |
| 意大利电影金像奖         | 最佳長片               | 最佳長片                                                                       | 獲獎  | [ 41 ]   |
| 意大利电影金像奖         | 最佳導演               | 伯納多·貝托魯奇                                                                | 獲獎  | [ 41 ]   |
| 意大利电影金像奖         | 最佳製片               | 傑瑞米·湯瑪斯、法蘭科·喬瓦萊、喬伊絲·赫里希                                    | 獲獎  | [ 41 ]   |
| 意大利电影金像奖         | 最佳男配角             | 彼得·奧圖                                                                      | 獲獎  | [ 41 ]   |
| 意大利电影金像奖         | 最佳女配角             | 吳倩蓮                                                                         | 提名  | [ 41 ]   |
| 意大利电影金像奖         | 最佳劇本               | 馬克·佩普洛、伯納多·貝托魯奇                                                   | 獲獎  | [ 41 ]   |
| 意大利电影金像奖         | 最佳攝影               | 維托里奧·斯托拉羅                                                              | 獲獎  | [ 41 ]   |
| 意大利电影金像奖         | 最佳服裝設計           | 詹姆斯·阿奇森、烏戈·佩里科利                                                   | 獲獎  | [ 41 ]   |
| 意大利电影金像奖         | 最佳剪輯               | 加布里埃拉·克里斯蒂安尼                                                        | 獲獎  | [ 41 ]   |
| 意大利电影金像奖         | 最佳美術設計           | 費迪南多·斯卡爾費奧蒂、布魯諾·切薩里、奧斯瓦爾多·德西德里                      | 獲獎  | [ 41 ]   |
| 第40屆美國導演工會獎     | 劇情片最佳導演成就     | 伯納多·貝托魯奇                                                                | 獲獎  | [ 42 ]   |
| 第1屆歐洲電影獎          | 評審團特別獎           | 伯納多·貝托魯奇                                                                | 獲獎  |          |
| 金奇亞克獎               | 最佳長片               | 伯納多·貝托魯奇                                                                | 獲獎  |          |
| 金奇亞克獎               | 最佳導演               | 伯納多·貝托魯奇                                                                | 獲獎  |          |
| 金奇亞克獎               | 最佳劇本               | 馬克·佩普洛、伯納多·貝托魯奇                                                   | 提名  |          |
| 金奇亞克獎               | 最佳攝影               | 維托里奧·斯托拉羅                                                              | 獲獎  |          |
| 金奇亞克獎               | 最佳美術設計           | 費迪南多·斯卡爾費奧蒂、布魯諾·切薩里、奧斯瓦爾多·德西德里                      | 獲獎  |          |
| 第45屆金球獎             | 最佳戲劇類長片         | 最佳戲劇類長片                                                                 | 獲獎  | [ 43 ]   |
| 第45屆金球獎             | 戲劇類最佳男主角       | 尊龍                                                                           | 提名  | [ 43 ]   |
| 第45屆金球獎             | 最佳導演               | 伯納多·貝托魯奇                                                                | 獲獎  | [ 43 ]   |
| 第45屆金球獎             | 最佳劇本               | 伯納多·貝托魯奇、馬克·佩普洛、恩佐·昂加里                                      | 獲獎  | [ 43 ]   |
| 第45屆金球獎             | 最佳原創配樂           | 坂本龍一、大衛·拜恩、蘇聰                                                      | 獲獎  | [ 43 ]   |
| 金雞獎                   | 最佳美術               | 楊國智、崔天                                                                   | 提名  |          |
| 金攝影機獎               | 金螢幕獎               | 金螢幕獎                                                                       | 提名  |          |
| 第31屆葛萊美獎           | 最佳影視媒體原聲帶專輯 | 《[末代皇帝》 坂本龍一、大衛·拜恩、蘇聰                                        | 獲獎  | [ 44 ]   |
| 報知電影獎               | 最佳外語片             | 伯納多·貝托魯奇                                                                | 獲獎  |          |
| 日本電影學院獎           | 最佳外語片             | 最佳外語片                                                                     | 獲獎  |          |
| 約瑟夫·普拉托獎          | 最佳外語片             | 最佳外語片                                                                     | 獲獎  |          |
| 電影旬報獎               | 最佳外語片             | 伯納多·貝托魯奇                                                                | 獲獎  |          |
| 第13屆洛杉磯影評人協會獎 | 最佳長片               | 最佳長片                                                                       | 亚军  | [ 45 ]   |
| 第13屆洛杉磯影評人協會獎 | 最佳攝影               | 維托里奧·斯托拉羅                                                              | 獲獎  | [ 45 ]   |
| 第13屆洛杉磯影評人協會獎 | 最佳音樂               | 坂本龍一、大衛·拜恩、蘇聰                                                      | 獲獎  | [ 45 ]   |
| 銀緞帶獎                 | 最佳導演               | 伯納多·貝托魯奇                                                                | 獲獎  |          |
| 銀緞帶獎                 | 最佳攝影               | 維托里奧·斯托拉羅                                                              | 獲獎  |          |
| 銀緞帶獎                 | 最佳美術指導           | 費迪南多·斯卡爾費奧蒂                                                          | 獲獎  |          |
| 銀緞帶獎                 | 最佳技術成就           | 加布里埃拉·克里斯蒂安尼                                                        | 獲獎  |          |
| 銀緞帶獎                 | 最佳男配音             | 朱塞佩·里納爾迪 (為彼得·奧圖配音)                                              | 獲獎  |          |
| 1987年國家評論協會獎     | 十大長片               | 十大長片                                                                       | 第2名 | [ 46 ]   |
| 1998年國家評論協會獎     | 自由表達獎             | 伯納多·貝托魯奇                                                                | 獲獎  | [ 47 ]   |
| 1987年美國影評人協會獎   | 最佳長片               | 最佳長片                                                                       | 第3名 | [ 48 ]   |
| 1987年紐約影評人協會獎   | 最佳攝影               | 維托里奧·斯托拉羅                                                              | 獲獎  | [ 49 ]   |
| 日刊體育電影大獎         | 最佳外語片             | 最佳外語片                                                                     | 獲獎  |          |
| 聖喬爾迪獎               | 最佳外語片             | 伯納多·貝托魯奇                                                                | 獲獎  |          |
| 土耳其影評人協會獎       | 最佳外語片             | 最佳外語片                                                                     | 第4名 |          |
| 第40屆美國編劇工會獎     | 最佳原創劇本           | 馬克·佩普洛、伯納多·貝托魯奇                                                   | 提名  | [ 50 ]   |

## 另見
- 《大腕》：劇情涉及《末代皇帝》的虛構翻拍的中國電影
- 以亞洲為背景的歷史劇情片列表（英语：List_of_historical_films_set_in_Asia）

## 外部連結
- 爛番茄上《末代皇帝》的資料（英文）
- 互联网电影数据库（IMDb）上《末代皇帝》的资料（英文）
- AllMovie上《末代皇帝》的资料（英文）
- 豆瓣电影上《末代皇帝》的資料 （简体中文）
- 開眼電影網上《末代皇帝》的資料（繁體中文）
- Yahoo奇摩電影上《末代皇帝》的資料（繁體中文）
- 雅虎香港電影上《末代皇帝》的資料（繁體中文）
- 第60屆金像獎 - 奧斯卡遺產(Oscar Legacy) - 美國電影藝術與科學學會 （页面存档备份，存于）
- Best Picture Winners From 1927/1928 - 2012 ©2013 Academy of Motion Picture Arts and Sciences （页面存档备份，存于）